# 比奇角 (南桑威奇群島)
比奇角（英語：Beach Point），是南極洲的海岬，位於南桑威奇群島，處於圖勒島東南端，在1930年由英國研究隊繪入地圖和命名，由英國海外領土管轄。